# Trần Bách Tường
Trần Bách Tường (tiếng Anh: Natalis "Nat" Chan; sinh ngày 3 tháng 12 năm 1950) là một nam diễn viên, nhà sản xuất điện ảnh và người dẫn chương trình người Hồng Kông.

## Danh sách phim
Nguồn:
- Super Models (2015)
- From Vegas to Macau II (2015)
- 4 in Life (2013)
- I Love Hong Kong 2013 (2013)
- I Love Wing Chun (2011)
- Adventure of the King (2010)
- Flirting Scholar 2 (2010)
- 72 Tenants of Prosperity (2010)
- The Luckiest Man (2008)
- Beauty and the 7 Beasts (2007)
- Kung Fu Mahjong 3: The Final Duel (2007)
- Women on the Run (2005)
- Love Is a Many Stupid Thing (2004)
- Men Suddenly in Black (2003)
- The Conmen in Vegas (1999)
- Gigolo of Chinese Hollywood (1999)
- Tricky King (1998)
- L-O-V-E... Love (1997)
- Those Were the Days (1997)
- How to Meet the Lucky Stars (1996)
- Twinkle Twinkle Lucky Star (Yun cai zhi li xing) (1996)
- Dream Lover (1995)
- Burger Cop (1995)
- The Saint of Gamblers (1995)
- Modern Romance (1994)
- Perfect Exchange (1993)
- Flirting Scholar (1993)
- Last Hero in China (1993)
- Fight Back to School III (1993)
- Future Cops (1993)
- The Tigers: The Legend of Canton (1993)
- King of Beggars (1992)
- Ghost Punting (1992)
- Lộc Đỉnh ký 2 (1992)
- Lộc Đỉnh ký (1992)
- Fist of Fury 1991 II (1992)
- The Banquet (1991)
- Fist of Fury 1991 (1991)
- The Last Blood (1991)
- Tricky Brains (1991)
- Kung Fu VS Acrobatic (1991)
- Little Cop (1989)
- Funny Ghost (1989)
- Magic Crystal (1986)
- I Love Lolanto (1984)
- Carry On Pickpocket (1983)
- Chor Lau-heung (1979)